# Павильон № 18 «Республика Беларусь» на ВДНХ
Белору́сский павильо́н на Выставке достижений народного хозяйства в Москве ― сооружение оригинальной конструкции; постоянно действующая выставка для пропаганды достижений сельского хозяйства, науки, техники и культуры Республики Беларусь.

## История павильона
В 1935 году Совнарком СССР принял постановление о создании в Москве Всесоюзной сельскохозяйственной выставки, которая должна была открыться 1 августа 1937 года. Одним из деревянных павильонов, построенных к этому времени, предназначался для экспозиций Белорусской ССР, Ярославской, Ивановской и Калининской областей. Но тогда же было решено построить ещё 6 павильонов, а этот передать Белорусской ССР.
В 1939 году здание снесли, и на его месте под руководством архитекторов В. Н. Симбирцева и Б. Г. Бархина возвели новое здание, украсив его скульптурной группой А. Н. Орлова «Пограничник и колхозница» (не сохранилась).
6 апреля 1949 года вышло Постановление Совмина Белорусской ССР «О проектировании павильона Белорусской ССР на ВСХВ» в г. Москве", которым принимался проект, представленный архитекторами Г. А. Захаровым (архитектор памятника Ф. Э. Дзержинскому на Лубянке) и его женой З. С. Чернышёвой. Экспозиционная площадь павильона определялась в 1500 м², общая кубатура каменного здания в 15000 куб. м. Строительство начато 2 июля 1949 года, окончено 25 августа 1954 года. Фасад трехъярусной постройки представлял собой монументальную колоннаду из двух рядов, увенчанную резными гирляндами, имитирующими белорусские вышитые рушники с цветами национального флага республики ― жёлтого и зелёного. За колоннадой находился внутренний полукруглый дворик, вымощенный керамической мозаичной плиткой. Дворик украшали фрески «Народ Белоруссии построил социализм» (художники венгр Б. Ф. Уитц и украинка О. Т. Павленко) и скульптурная группа белорусских партизан (не сохранилась). Венчала павильон покрытая золотой смальтой аллегорическая скульптура-башня «Родина-мать» ― женщина с венком на голове, держащая сноп (скульптор А. О. Бембель). Посредине экспозиционного зала стояла скульптурная группа «В. И. Ленин и И. В. Сталин», над ней купол с люкарнами, имитирующими окна. Полы своим рисунком напоминали традиционную белорусскую вышивку. Выставочный зал освещался окнами второго света по всему периметру южного, восточного и западного фасадов, а также бронзовыми трёхъярусными хрустальными люстрами. Павильон являл собой незаурядный пример синтеза искусства, архитектуры, скульптуры, станковой живописи и народного орнаментального творчества.
После решения сделать павильоны ВДНХ отраслевыми здесь в 1963 году находилась экспозиция «Электротехника», павильон отдали в распоряжение Министерства электротехнической промышленности СССР. Колонны зашили металлическими панелями, скульптурные группы убрали, и они пропали, окна второго света закрыли стеклотканью, мозаичные полы закрыли мраморной плиткой.
В 1990-х годах работал как торговый центр. Как постоянный выставочный павильон открылся 11 октября 2008 года. К 2015 году это трёхэтажное здание общей площадью 2471 м², оборудованное всеми необходимыми коммуникациями и инженерными системами.

## Галерея

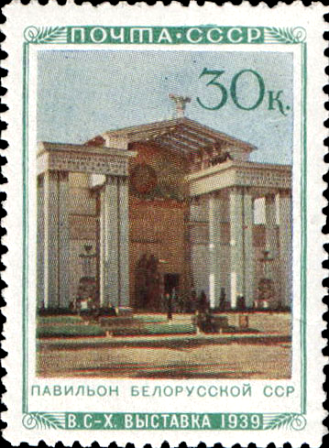
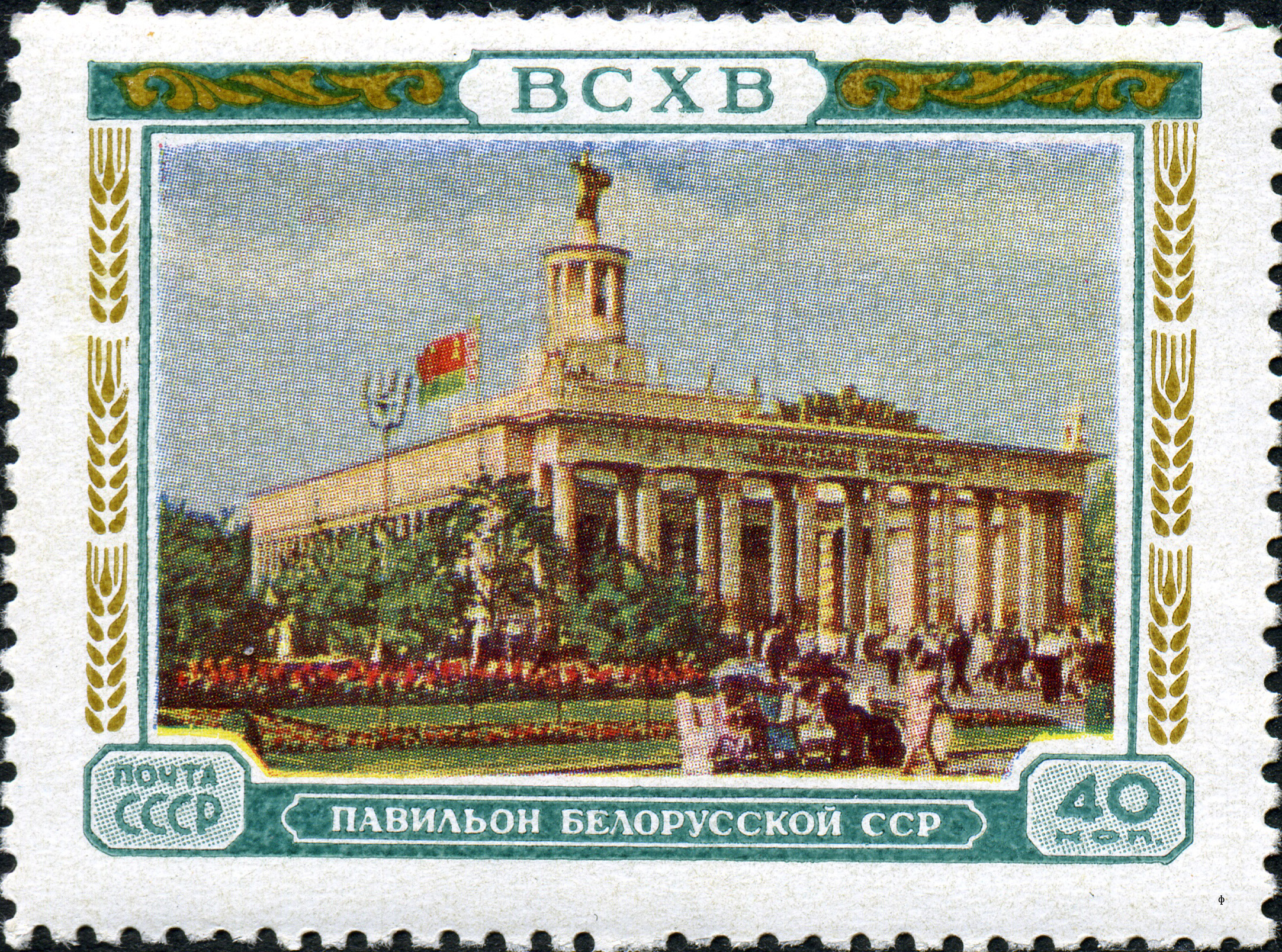
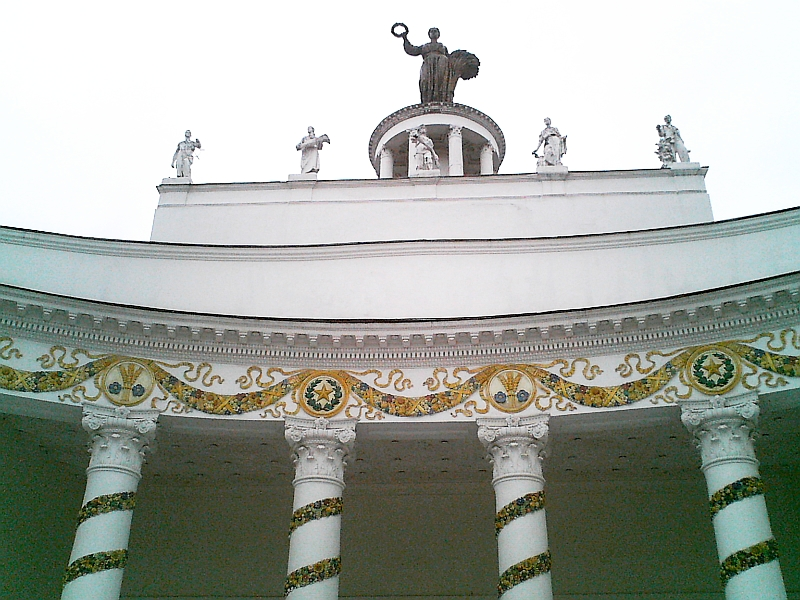
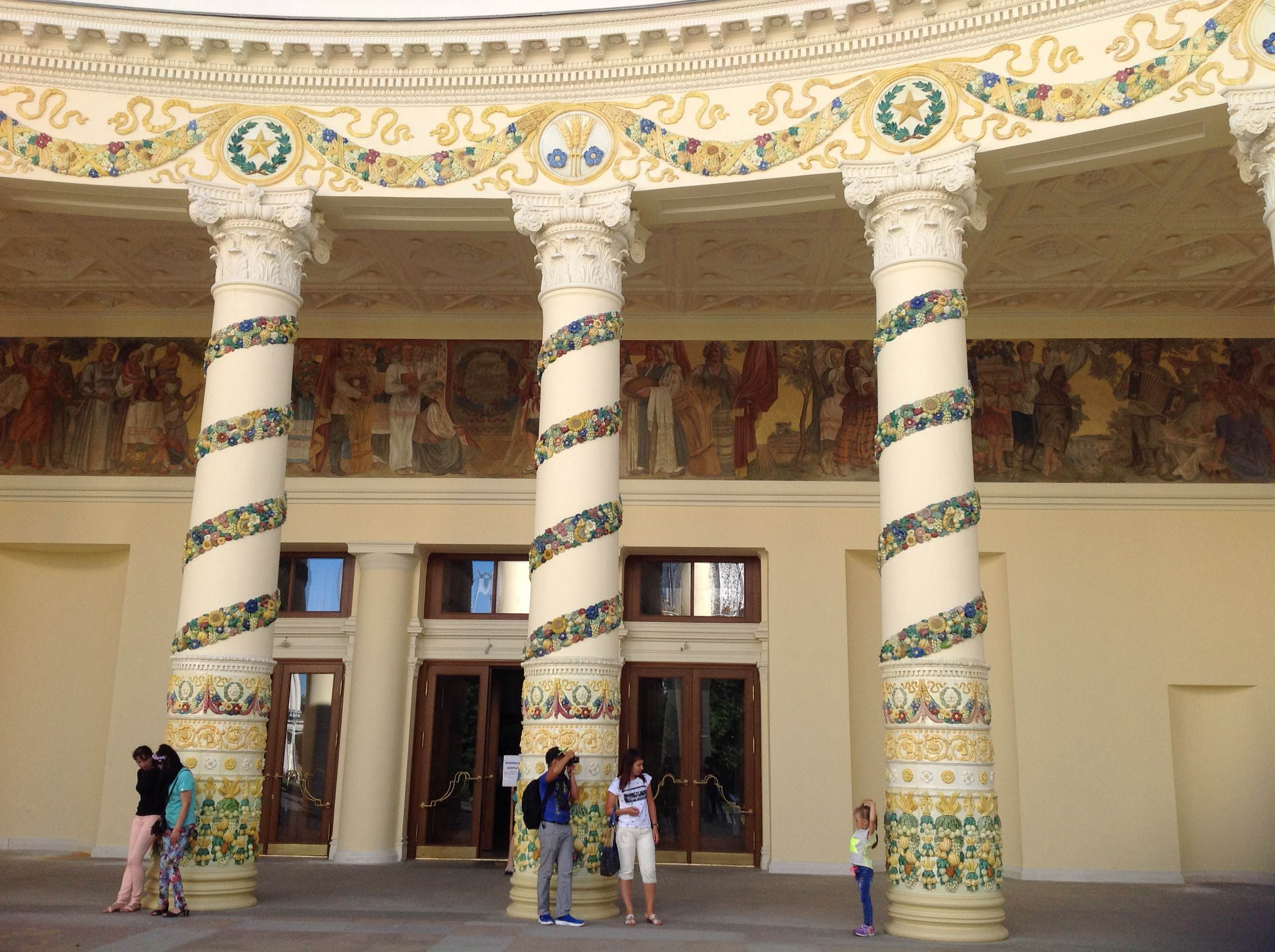
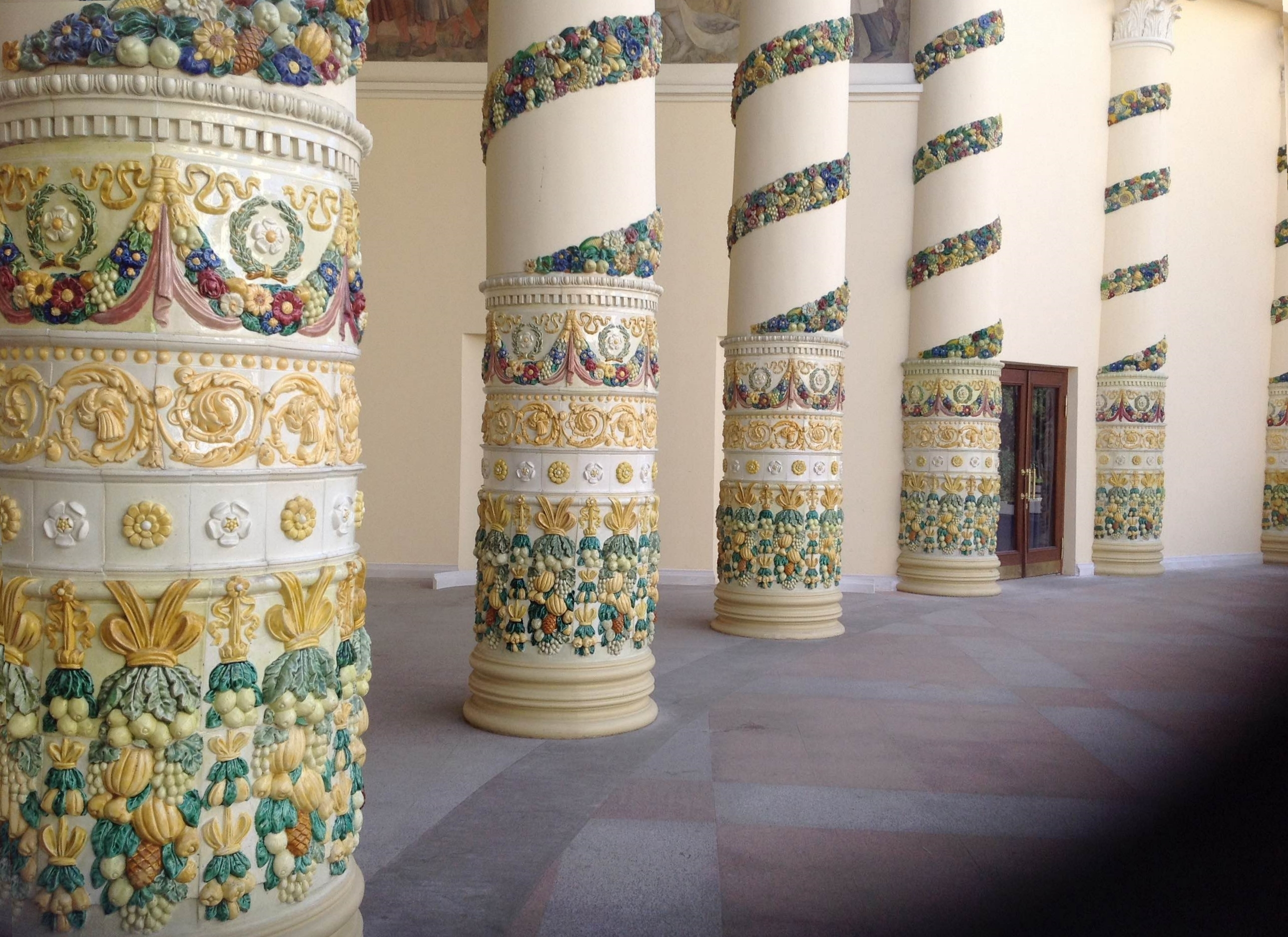
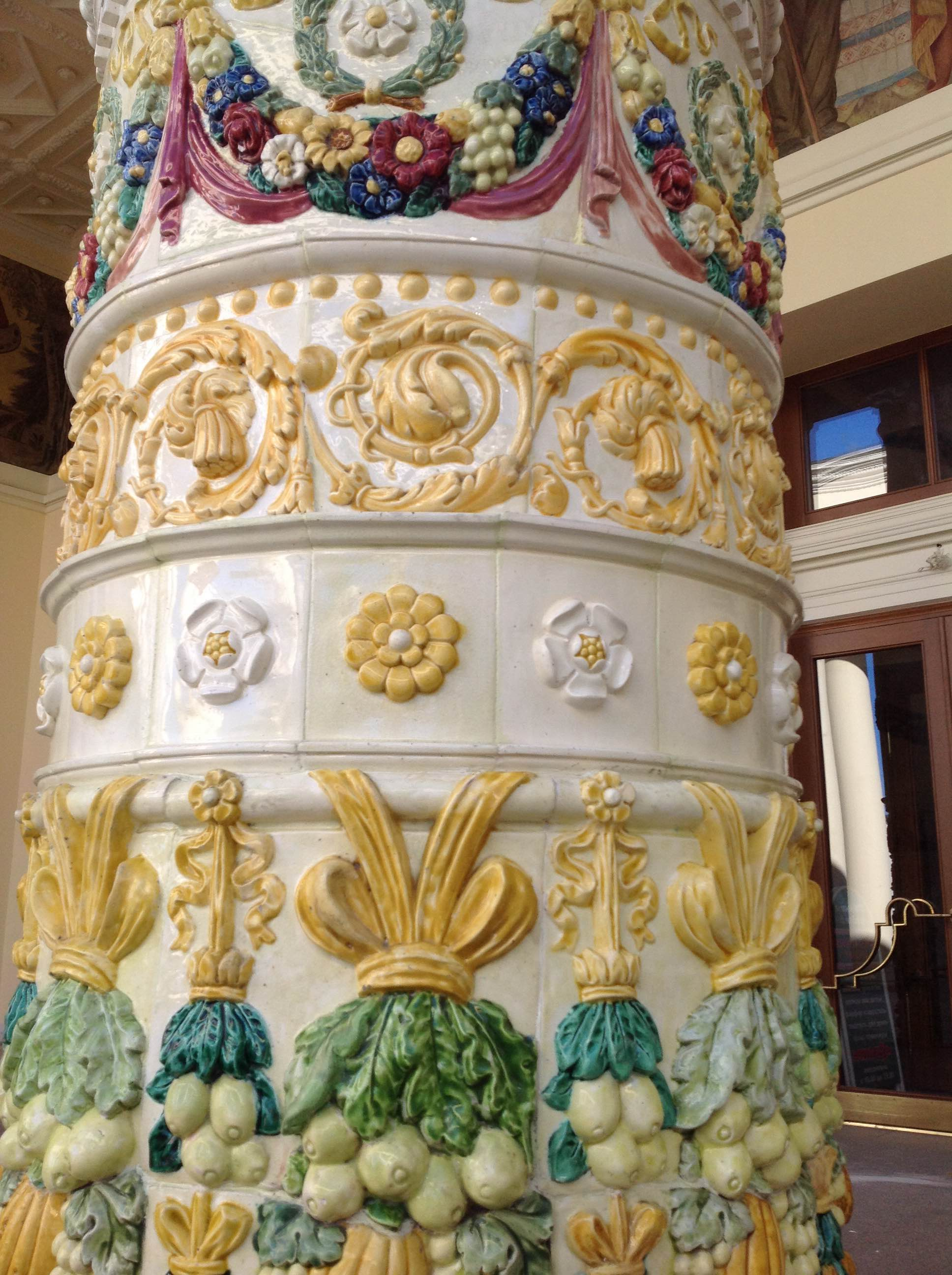
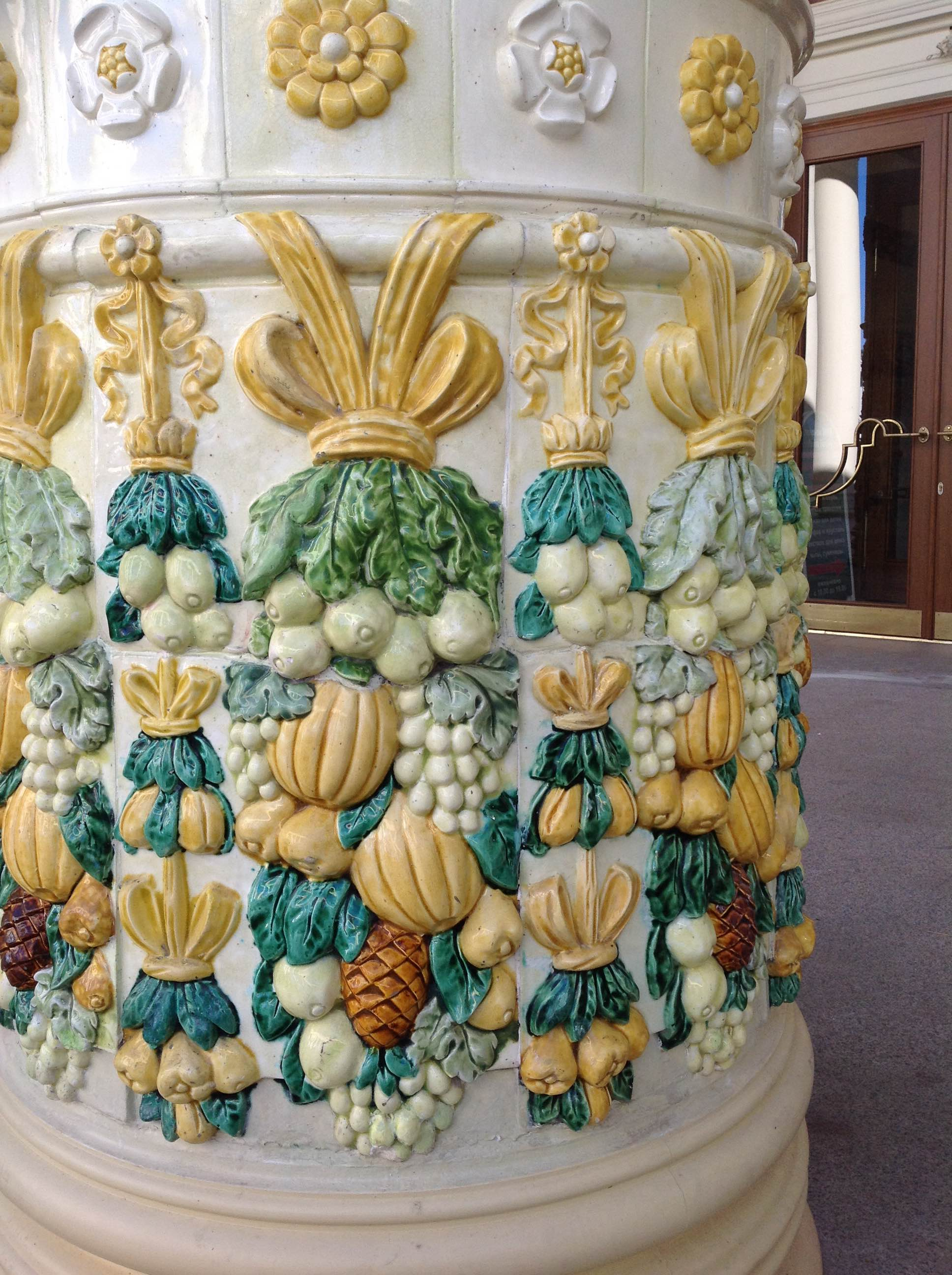